# Погодные рекорды
Пого́дные реко́рды — экстремальные метеорологические показатели, которые были официально зарегистрированы на поверхности Земли.

## Температура приземного воздуха

### Самая высокая температура
Абсолютный максимум температуры — максимальная температура воздуха, зарегистрированная в данной точке, стране или на Земле в целом за всю историю метеорологических наблюдений.
Абсолютный рекорд для Земли составляет +56,7 °C (Долина Смерти, США). До 13 сентября 2012 года считалось, что рекордная для планеты температура (+58,2 °C) была зафиксирована 13 сентября 1922 года в населённом пункте Эль-Азизия (Ливийская пустыня), однако через 90 лет после регистрации Всемирная метеорологическая организация, выполнив тщательный анализ записей, заявила, что измерения температуры были выполнены с ошибкой.
| Часть света            | Температура, °C | Место                                       | Высота, м | Дата            |
| ---------------------- | --------------- | ------------------------------------------- | --------- | --------------- |
| Мир / Северная Америка | 56,7            | Фернес-Крик, Долина Смерти, Калифорния, США | −54       | 10 июля 1913    |
| Мир/Африка             | 55              | Кебили,Тунис                                | 112       | 7 июля 1931     |
| Азия                   | 54              | Эль-Мутриба, Кувейт                         |           | 20 июля 2016    |
| Австралия/Океания      | 50,7            | Однадатта, Австралия                        | 112       | 2 января 1960   |
| Южная Америка          | 48,9            | Ривадавиа, Аргентина                        | 206       | 11 декабря 1905 |
| Европа                 | 48,8            | Флоридия, Италия                            | 111       | 11 августа 2021 |
| Антарктика             | 20,7            | Остров Симор                                | 0         | 9 февраля 2020  |
| Океания                | 42,4            | Рангиора, Новая Зеландия                    |           | 7 февраля 1973  |

#### По странам
Для США абсолютный максимум температуры воздуха составляет +56,7 °С, он зафиксирован в Фернес-Крике 10 июля 1913 года. Этот рекорд также является абсолютным максимумом температуры для поверхности Земли.
Для Канады абсолютный максимум температуры воздуха составляет +49,6 °С, он зафиксирован в Литтоне 29 июня 2021 года
Для Индонезии абсолютный максимум температуры воздуха составляет +37,4 °С, он зафиксирован в Джакарте в июне.
Для Бразилии абсолютный максимум температуры воздуха составляет +44,8 °C, он был зафиксирован в муниципалитете Нова-Маринга (Мату-Гросу) 4 и 5 ноября 2020 года.
Для России абсолютный максимум температуры воздуха составляет +45,4 °C, он зафиксирован на метеостанции Утта (Калмыкия) 12 июля 2010 года.

### Самая низкая температура
| Часть света      | Температура, °C | Место                                  | Высота, м | Дата            |
| ---------------- | --------------- | -------------------------------------- | --------- | --------------- |
| Мир/Антарктида   | –89,2           | Станция Восток, Антарктида             | 3420      | 21 июля 1983    |
| Мир/Антарктида   | –91,2           | ок. станции Купол Фудзи, Антарктида    | 3786      | 3 августа 2004  |
| Азия             | −67,7           | Верхоянск, Российская империя          | 127       | 5 февраля 1892  |
| Северная Америка | −69,6           | Клинк, Гренландия                      |           | 22 декабря 1991 |
| Европа           | −58,1           | Усть-Щугер, СССР                       | 85        | 31 декабря 1978 |
| Южная Америка    | −39             | Валье-де-лос-Патос-Супериор, Аргентина | 2880      | 17 июля 1972    |
| Африка           | −23,9           | Ифран, Марокко                         | 1635      | 11 февраля 1935 |
| Австралия        | −23             | Перевал Шарлотты, Австралия            | 1755      | 29 июня 1994    |
| Океания          | −25,6           | Рэнферли, Новая Зеландия               |           | 18 июля 1903    |

### Рекорды перепадов температуры
- Рост температуры за 2 минуты: 27 °C; от −20 °C до +7 °C; Спирфиш[англ.], Южная Дакота, 22 января 1943 года[25].
- Рост температуры за 24 часа: +57 °C; от −48 °C до +9 °C; Лома, Монтана[англ.], 15 января 1972 года[26].
- Падение температуры: 27,2 °C за 5 минут; Рапид-Сити, Южная Дакота, 10 января 1911 года[25].
- Наибольшая разница температур в одном месте: 105,8 °C; −67,8 °C 15 января 1885, 5 и 7 февраля 1892 и +38 °C 20 июня 2020 года; Верхоянск, Якутия[27][28][29][30].

## Температура поверхности Земли
По данным спутникового мониторинга яркостной температуры поверхности Земли, абсолютный минимум −93,2 °C был зафиксирован в Антарктиде в точке с координатами 81°48′ ю. ш. 59°18′ в. д. и высотой около 3900 м над уровнем моря 10 августа 2010 г., а абсолютный максимум +70,7 °C — в 2005 году в солончаковой пустыне Деште-Лут на юго-востоке Ирана
.

## Осадки

### Дожди
- Самый сильный дождь был зарегистрирован 27 ноября 1970 года в Гваделупе — 3,8 см/мин[33].
- Больше всего дождей за год прошло в Колумбии — уровень осадков составил 13,3 м[34].
- Наибольшее количество осадков за год (но не в один календарный год) на Земле выпало в период 1860—1861 гг. в Черрапунджи (Индия) — 26,47 м[35].

### Снег
- Самая большая снежинка составила 38 см в диаметре[33].
- Рекордный по количеству выпавшего снега снегопад зафиксирован в 1977 году в городе Буффало (США),  тогда выпало 5,06 м снега[36].
- Самый обильный однодневный снегопад был отмечен в нейборхуде Силвер-Лейк в Лос-Анджелесе (Калифорния, США) 14—15 апреля 1921 г., когда за сутки выпало 1,93 м снега[37].
- С 19 февраля 1971 по 18 февраля 1972 года в местечке Парадайс на горе Рейнир (штат Вашингтон, США) выпало 31,1 м снега[33].

### Град
- Тяжёлый град (массой 1 кг) наблюдали жители Бангладеша 14 апреля 1986 года[38].
- Самым большим считается град, выпавший 22 июня 2003 года в Небраске, — 17,8 см в диаметре и 47,8 см по периметру[39].
- 30 мая 1879 года в штате Канзас в США во время прохождения смерча образовались градины диаметром до 38 см. Во время их падения на землю образовались лунки размером 17×20 см[37].
- В апреле 1981 года в провинции Гуандун, Китай, наблюдались градины массой 7 кг. В результате 5 человек погибло и было разрушено около 10 500 зданий[37].
- В 1894 году в Бовине (США) упала градина, внутри которой находилась черепаха длиной 20 см[37].
- В некоторых районах Кении в среднем в году бывает 132 дня с градом[37].

## Скорость ветра
- Самый сильный порыв: 484±32 км/ч (в течение 3 секунд); наблюдался между Оклахома-Сити и Муром, Оклахома, США 3 мая 1999 года во время Bridge Creek-Moore торнадо[40].
- Самая большая средняя скорость ветра: 174 км/ч; Порт-Мартен (Земля Адели), Антарктида, за 24-часовой период с 21 марта 1951 по 22 марта 1951[25].

## Тропические циклоны
Тип циклона, или погодной системы низкого давления, которая возникает над тёплой морской поверхностью и сопровождается мощными грозами, выпадением ливневых осадков и ветрами штормовой силы. Тропический циклон появляется в зонах соприкосновения тёплых и холодных воздушных масс (атмосферных фронтах).

## Циклоны
Вихри с низким давлением в центре.

## Антициклоны
Вихри с высоким давлением в центре.

## Атмосферное давление
- Наибольшее атмосферное давление у земной поверхности, приведённое к уровню моря, было зарегистрировано 19 декабря 2001 года на территории Хубсугульского аймака в Монголии: оно составило 108,56 кПа (814,27 мм рт. ст.)[41]. Предыдущий рекорд 1083,8 миллибара (812,9 мм рт. ст.) был зарегистрирован 31 декабря 1968 года на гидрометеостанции Агата в Эвенкии[42].
- Наименьшее давление у земной поверхности, приведённое к уровню моря, составило 85 кПа (637,55 мм рт. ст.). Оно было зарегистрировано в центре торнадо F-4 24 июня 2003 года[43].

## Разные рекорды
- Самое резкое похолодание — в Браунинге (штат Монтана, США) в ночь с 23 на 24 января 1916 г. температура упала с +6,7 до −48,8 °C.
- Самое резкое потепление — в Спирфише (штат Южная Дакота, США) за 2 минуты с 7:30 до 7:32 22 января 1943 г. температура поднялась с −20 до +7,2 °C.
- Самый ровный климат наблюдается в местечке Гарапан на острове Сайпан, Марианские острова. В период наблюдений 1927—1935 годов включительно самая низкая температура здесь была зарегистрирована 30 января 1934 г. (+19,6 °C), а самая высокая — 9 сентября 1931 г. (+31,4 °C).
- Самый ровный климат на протяжении длительного времени наблюдался с 1911 по 1966 гг. на острове Фернанду-ди-Норонья у побережья Бразилии. Самая низкая температура была зарегистрирована 17 ноября 1913 года (+18,6 °C), а самая высокая — 2 марта 1965 г. (+32 °C)[44].
- Самая высокая температура во время дождя +46,1 °C наблюдалась 13 августа 2012 года в Нидлсе, Калифорния.
- Самая высокая глобальная температура — как объявили учёные из американского правительственного учреждения[45] «Национальные центры прогнозирования окружающей среды», 3 июля 2023 г. среднемировая температура достигла +17,01 °C. Это самый высокий результат за все 44 года наблюдений.